# Les Ferdinand
Leslie „Les“ Ferdinand, MBE (* 8. Dezember 1966 in Acton, London) ist ein ehemaliger englischer Fußballspieler. Als kräftiger und technisch versierter Mittelstürmer war „Sir Les“ besonders für seine Kopfballstärke bekannt, über die er – obwohl mit 1,80 Meter verhältnismäßig klein – dank einer ausgeprägten Sprungkraft verfügte. Der Torjäger, türkische Pokalsieger 1989, englische Fußballer des Jahres 1996 und Ligapokalgewinner 1999 schoss in knapp zwei Jahrzehnten 184 Ligatore und absolvierte 17 Länderspiele für die englische A-Nationalmannschaft. Er ist zudem ein Cousin von Anton und Rio Ferdinand, die beide ebenfalls eine Karriere als Profifußballer eingeschlagen haben.

## Profikarriere

### Im Verein

#### Queens Park Rangers (1987–1995)
Im März 1987 wechselte der 20-jährige Les Ferdinand vom FC Hayes aus der Isthmian League zu den Queens Park Rangers in die höchste englische Spielklasse, die damals noch Football League First Division hieß. Rund einen Monat später debütierte er in der Liga per Einwechslung gegen Coventry City; die Partie endete mit einer derben 1:4-Niederlage. Nach einem weiteren Einsatz gegen Sheffield Wednesday, die noch deutlicher mit 1:7 verloren ging, konnte er sich in den folgenden zwei Jahren bei „QPR“ zunächst nicht mehr für die erste Mannschaft empfehlen. Stattdessen lieh ihn der Klub zunächst von Ende März 1988 bis zum Abschluss der Saison 1987/88 an den Drittligisten FC Brentford und in der Spielzeit 1988/89 an den türkischen Klub Beşiktaş Istanbul aus. In Istanbul stellte er erstmals in seiner Profilaufbahn Torjägerqualitäten unter Beweis, schoss 14 Tore in 24 Ligapartien und gewann darüber hinaus den türkischen Pokal.
Dessen ungeachtet waren seine Perspektiven auch nach der Rückkehr nach London und dem Trainerwechsel von Trevor Francis zu Don Howe in der Spielzeit 1989/90 zunächst unverändert schlecht. Ferdinand absolvierte nur neun Pflichtspiele, in denen ihm aber gegen den FC Chelsea (4:2) seine ersten beiden Treffer für QPR gelangen. Der Durchbruch erfolgte zur Mitte der Saison 1990/91. Als er am 2. Februar 1991 gegen Luton Town den verletzten Roy Wegerle vertrat, sorgte er mit zwei Toren für einen 2:1-Sieg, womit er nach Wegerles Rückkehr dessen Sturmpartner Mark Falco aus der Stammformation verdrängte. Zwar musste er während der anschließenden Spielzeit 1991/92 unter dem neuen Trainer Gerry Francis aufgrund eines Wangenknochenbruch längere Zeit pausieren, aber er blieb mit zehn Ligatoren treffsicherster Schütze des Vereins und war nach dem Verkauf von Wegerle nun neuer „Sturmführer“ von QPR.
Als 1992 die Premier League in die erste Saison als oberste englische Spielklasse ging, war Ferdinand nun einer der besten Stürmer des Landes und wurde im Verlauf der Saison englischer A-Nationalspieler. Dabei war er mit seiner Schnelligkeit und vor allem wegen der Kopfballstärke, die ihm besonders bei Standardsituationen zugutekam, einer der meist gefürchteten Gegenspieler. Mit 20 Ligatreffern führte er seinen Klub nicht nur auf den fünften Platz in der Liga, sondern war hinter Teddy Sheringham von Tottenham Hotspur zweitbester Torjäger. In den anschließenden zwei Spielzeiten bis Sommer 1995 konnte Ferdinand weiterhin auf konstant hohem Niveau spielen und nach 16 Meisterschaftstoren in der Saison 1993/94 war er ein Jahr später mit 24 Ligatreffern wieder drittbester Torschütze der Liga – zudem rangierte sein Klub jeweils weiter in der oberen Tabellenhälfte. Die Spekulationen über einen bevorstehenden Vereinswechsel mehrten sich und für eine Ablösesumme von sechs Millionen Pfund heuerte Ferdinand bei Newcastle United an – QPR konnte fortan den Verlust nicht kompensieren und stieg bereits ein Jahr später in die Zweitklassigkeit ab.

#### Newcastle United (1995–1997)
In Newcastle hatte Ferdinand mit keinerlei Eingewöhnungsschwierigkeiten zu kämpfen und von Beginn an führte er die Angriffsformation des Teams von Kevin Keegan an. Mit seinen Allround-Qualitäten und 29 Pflichtspieltoren – darunter ein neuer Vereinsrekord mit Torerfolgen in acht aufeinander folgenden Spielen – sorgte er dafür, dass das Offensivspiel der „Magpies“ eine neue Qualität erhielt. Am Ende gewann Newcastle die Vizemeisterschaft und Ferdinands Kollegen der Spielergewerkschaft PFA wählten ihn zu Englands Fußballer des Jahres. Im Sommer 1996 kam mit Alan Shearer der in der englischen Nationalmannschaft als Stammspieler gesetzte Mittelstürmer nach Newcastle, der von Ferdinand sofort das symbolische Trikot mit der „Nummer 9“ übernahm. Obwohl Shearer nun selbst die Führungsrolle in der Offensive beanspruchte, fügte sich Ferdinand gut in seine neue Rolle als „Juniorpartner“ ein und steuerte 16 der mit Shearer gemeinsamen 41 Ligatreffer bei. Dazu kamen Torerfolge in allen vier UEFA-Pokal-Spielen, in denen er eingesetzt wurde. Dem gegenüber standen jedoch auch kleinere Verletzungspausen und im Sommer 1997 erteilte ihm der neue Trainer Kenny Dalglish die Freigabe für einen Wechsel, wodurch angesichts Ferdinands insgesamt erfolgreicher Zeit in Newcastle Gerüchte über zunehmende finanzielle Schwierigkeiten angeheizt wurden.

#### Tottenham Hotspur (1997–2003)
Im Jahre 1997 wechselte Ferdinand erneut für sechs Millionen Pfund zu Tottenham Hotspur, wo er wieder auf Gerry Francis traf, der ihn bereits bei den Queens Park Rangers trainiert hatte. Gemeinsam mit dem ebenfalls neu verpflichteten David Ginola schien er dann zu Beginn der Saison 1997/98 mit Torerfolgen an vergangene Erfolge anzuknüpfen, bis ihn eine Verletzung im September 1997 aus der Partie gegen Leicester City entscheidend zurückwarf und unter der seine physisch orientierte Spielweise in der gesamten Saison litt. Erst im Mai 1998 fand er an der Seite von Jürgen Klinsmann wieder zu guter Form und war mitverantwortlich dafür, dass die entscheidenden Siege im Kampf um den Klassenerhalt gelangen. Wenig änderte sich jedoch an den Verletzungsproblemen auch in den beiden anschließenden Spielzeiten bis zum Sommer 2000. Wie bereits im Jahr zuvor schoss er in der Saison 1998/99 nur fünf Ligatore, wodurch ihm zunehmend das Selbstvertrauen und seine hohe körperliche Präsenz in den Aktionen auf dem Feld abhandenkamen und Gerüchte über ein vorzeitiges Vertragsende aufkamen. Dessen ungeachtet gewann er im März 1999 nach einem 1:0-Finalsieg gegen Leicester City an der Seite des Norwegers Steffen Iversen den Ligapokal, aber die neu entstandenen Hoffnungen wurden fortan enttäuscht. Die Saison 1999/2000 war geprägt von geplanten Comeback-Versuchen sowie Rückschlägen im Training. Am Ende verzeichnete die Statistik lediglich zwei Tore bei fünf Nominierungen in die Startelf und in Person des von Trainer George Graham verpflichteten Ukrainers Serhij Rebrow kam neue hochkarätige Konkurrenz auf Ferdinands Position zu den „Spurs“.
Aber statt mit Rebrow um einen Platz in der Mannschaft zu streiten, bildeten die beiden Stürmer in der Saison 2000/01 ein gutes Duo und Ferdinand zeigte mit zehn Ligatoren seine bis dahin besten Leistungen für Tottenham. Dieser wurde prompt mit einem neuen Zweijahresvertrag „belohnt“ und auch unter Graham-Nachfolger Glenn Hoddle steuerte er in der anschließenden Saison 2001/02 an der Seite von Rückkehrer Teddy Sheringham und unterstützt durch Mittelfeldspieler wie Gustavo Poyet 15 Pflichtspieltreffer bei – darunter war am 15. Dezember 2001 gegen den FC Fulham das 10.000 Tor in der Geschichte der Premier League. Nach diesen beiden guten Jahren endete Ferdinands Engagement für Tottenham aber nur rund ein halbes Jahr später. Verletzungsprobleme hatten ihn erneut eingeholt und neben dem gesetzten Sheringham wurde ihm schließlich auch der „Newcomer“ Robbie Keane stetig vorgezogen. So heuerte er im Januar 2003 beim Ligakonkurrenten und Abstiegskandidaten West Ham United an.

#### Karriereausklang: Von West Ham United bis FC Watford (2003–2006)
Bei den „Hammers“ harmonierte er unter der Leitung von Glenn Roeder zwar zeitweise gut mit dem jungen Jermain Defoe, konnte den Abstieg letztlich aber auch nicht verhindern und zog nach nur wenigen Monaten ablösefrei weiter zu Leicester City. Als damals ältester Debütant in der Vereinsgeschichte überzeugte er in Leicester auf Anhieb mit einem Kopfballtreffer im ersten Spiel und schoss zwölf Ligatore. Problematisch waren hingegen permanente Knieprobleme vor allem in der zweiten Saisonhälfte, wodurch er nur selten Trainingseinheiten zwischen den Spielen absolvierte. Am Ende stieg er erneut aus der obersten englischen Spielklasse ab, so dass er – obwohl bei den Anhängern sehr beliebt – nach nur einem Jahr die „Füchse“ wieder verließ.
Erneut ablösefrei ging es im Juli 2004 in Richtung der Bolton Wanderers. Dort kam er aber über den Status eines Ergänzungsspielers nicht hinaus, stand in nur einer von zwölf Ligapartien in der Startelf und heuerte bereits im Januar 2005 beim FC Reading in der zweiten Liga an. Aber auch dort war ihm – wie zuvor in Bolton – in der Saison 2004/05 nur ein Meisterschaftstor vergönnt. Letzte Station war in der Spielzeit 2005/06 der ebenfalls in der zweiten Liga aktive FC Watford. Dort blieb Ferdinand ohne eine einzige Einsatzminute und beendete wenige Monate vor seinem 40. Geburtstag die aktive Karriere.

### Englische Nationalmannschaft
Ferdinand gab im Februar 1993 seinen Einstand für die englische A-Nationalmannschaft gegen San Marino (6:0) und schoss dabei das letzte Tor. Nach verpasster Qualifikation für die WM-Endrunde 1994 in den USA war er unter Trainer Terry Venables im englischen Kader der Euro 1996 im eigenen Land. Dort war er aber hinter den gesetzten Alan Shearer und Teddy Sheringham nur Ersatzspieler und kam – obwohl gerade zu Englands Fußballer des Jahres ausgezeichnet – noch nicht einmal per Einwechslung zum Zug. Zwei Jahre später nahm er unter dem Venables-Nachfolger Glenn Hoddle an der WM 1998 in Frankreich teil, aber auch dort war ihm ein Spiel nicht vergönnt. An der Seite von Shearer hatte sich dort zunehmend der junge Michael Owen in den Vordergrund gespielt und Ferdinand galt nur als „vierte Wahl“ hinter Shearer, Owen und Sheringham. Sein 17. A-Länderspiel gegen Belgien (0:0) im Vorfeld der Weltmeisterschaft blieb Ferdinands letzter Auftritt für die „Three Lions“, wobei er insgesamt fünfmal traf. Daneben absolvierte er im Jahr 1998 gegen Russland eine einzige Partie für die englische B-Auswahl.

## Nach der aktiven Karriere
Nach dem Ende seiner aktiven Laufbahn begann Ferdinand verstärkt in den britischen Medien als Fußballexperte aufzutreten. Dabei war er häufig Gast bei BBC Sport und seit Beginn der Saison 2007/08 regelmäßig für Setanta Sports im Rahmen der Premier-League-Berichterstattung aktiv. An seiner Seite war zumeist Steve McManaman, mit dem Ferdinand in der englischen Nationalmannschaft gespielt hatte. Am Fußballbetrieb selbst nahm er wieder ab November 2008 teil, als ihm bei Tottenham Hotspur eine Beschäftigung als „Stürmertrainer“ angeboten wurde.
Gemeinsam mit John Barnes und Luther Blissett rief er zudem das Motorsport-Team Team48 Motorsport ins Leben, das junge Rennfahrer afrikanischer oder karibischer Herkunft unterstützt und 2008 erstmals zwei Fahrer zur British Touring Car Championship schickte. Zu seinen gemeinnützigen Aktivitäten zählen vor allem seine Unterstützung für die Krebsforschungsgesellschaft Cancer Research UK und repräsentative Auftritte für die Sporthilfeorganisationen Soccer Aid und Sport Relief.

## Titel/Auszeichnungen
- Türkischer Pokal (1): 1989
- Englischer Ligapokal (1): 1999
- Englands Fußballer des Jahres (1): 1996 (Spieler-Wahl)

## Soziales Engagement
Ferdinand engagiert sich als Botschafter bei Show Racism the Red Card.